# Anarmodia perfulvalis
Anarmodia perfulvalis là một loài bướm đêm trong họ Crambidae.